# Park im. Jacka Kuronia w Sosnowcu
Park im. Jacka Kuronia w Sosnowcu (od 2012 roku) - park gminny o powierzchni 30 ha, położony przy ulicy Anki Kowalskiej (dawna Brunona Jasińskiego). Wcześniej  ośrodek rekreacji i wypoczynku Leśna w Sosnowcu Kazimierzu.

## Położenie
Pierwotny ośrodek, obecny park, został zlokalizowany w północnej części dzielnicy Kazimierz; Od strony północnej graniczy z  terenami leśnymi Lasu na Sulnie (po przeciwnej stronie stawu Smug) położonym w Dąbrowie Górniczej  - Strzemieszycach; Od strony południowo-zachodniej jest oddzielony  od obszarów leśnych w Dąbrowie Górniczej ulicą Anki Kowalskiej (była Brunona Jasińskiego), która łączy dzielnicę Kazimierz z Dąbrową Górniczą, przechodzącą dalej w ulicę Kazimierzowską; Od wschodu teren parku ogranicza linia kolejowa łączącą Katowice z Kielcami. Ośrodek ma kształt nieregularnego czworoboku.

## Historia
Idea zbudowania ośrodka sportowo-wypoczynkowego pojawiła się w 1958 roku. Miał on powstać na powierzchni na 48 ha terenów Lasów Państwowych wchodzącą w skład Nadleśnictwa Lasów Państwowych w Gołonogu jako czyn społeczny pracowników KWK Kazimierz Juliusz
Teren na którym miał powstać kompleks był mocno bagnisty z licznymi stawami: w miejscu w którym znajduje się amfiteatr, to teren na którym był środek mocno zarośniętego stawu zwanego Pieniążkiem, otoczonego bagnistą łąką. Nieco dalej znajdował się fragment pola, a za nim stawy zwane Posadzka I, Posadzka II, wydłużony Zalew Cygański i zarośnięty, mulisty staw Smug.
W 1959 roku Okręgowy Zarząd Lasów Państwowych w Katowicach przekazał na rzecz ośrodka powierzchnię 11,31 ha  Budowę kompleksu rozpoczęto od prac odwadniających i niwelacyjnych oraz kształtowania linii brzegowej stawów. W 1965 roku ruszyła budowa amfiteatru. Przez czas transformacji ustrojowej park był mocno niedoinwestowany co odbiło się na jego infrastrukturze.
W 2011 r. Rada Miejska w Sosnowcu nadała parkowi imię Jacka Kuronia. W 2016 roku na obrzeżach parku przylegających do parkingu przy ul. Jasińskiego powstał rozległy ogród jordanowski o powierzchni 1.41 ha. W 2009 roku przeprowadzono remont amfiteatru, a w 2012 powstał na obszarze parku profesjonalny skatepark w postaci betonowego basenu. W tym samym roku wytyczono alejami parku drogi rowerowe i przystosowano część nawierzchni jako trasy rolkowe. W 2019 zakończył się kolejny remont parku. W jego ramach odnowiono nawierzchnię dróg rowerowych oraz przebudowano amfiteatr nadając mu nowoczesną i funkcjonalną formę. W 2020 roku przy wejściu do parku uruchomiona została wypożyczalnia Sosnowieckiego Roweru Miejskiego (od 2024 Roweru Metropolitalnego)

## Flora
Podstawę drzewostanu parku stanowi drzewostan wcześniejszego lasu z gatunkami typowymi dla tego terenu. W otoczeniu zbiornika wodnego rośnie szereg gatunków drzew typowych dla lasów łęgowych, jak olsza czarna czy brzoza brodawkowata. W dalszej odległości od wody rosną gatunki typowe dla grądów, czyli liściastych lasów z przewagą grabów i dębów. W drzewostanach na terenie parku spotkamy też dęby szypułkowe, dęby czerwone, lipy drobnolistne i szerokolistne, sosny zwyczajne, jesiony wyniosłe, klony, buki. Środowisko parku w Kazimierzu Górniczym sprzyja występowaniu zwierząt, do których należą m.in. liczne gatunki ptaków (w tym interesujący gołąb grzywacz) czy związane z tutejszymi stawami płazy.

## Infrastruktura
Podstawę parku stanowi teren leśny z wyznaczonymi alejkami z wytyczonymi drogami rowerowymi. W skład paku wchodzi staw: Leśna a na obrzeżu północnym kolejny staw: Smug, który wchodzi w skład parku Las na Sulinie w Dąbrowie Górniczej.
Jedną z atrakcji parku jest niewielki ogród zoologiczny z ponad trzydziestoma gatunkami zwierząt (m.in. kangur rdzawoszyi, kozy anglonubijskie, daniele zwyczajne, arui grzywiasta, emu zwyczajne, pawie, gołębie i inne). Park w centralnym swym punkcie posiada restauracje bankietową, w której organizowane są wesela, studniówki i inne imprezy okolicznościowe. Na terenie kompleksu parkowego znajdują się dwa stałe bary (z posiłkami na gorąco i lodziarnia) oraz liczne, sezonowe punkty gastronomiczne.
Kolejną atrakcją jest amfiteatr zwany muszlą koncertową, w którym od 2007 roku odbywają się również koncerty organizowane przez MDK Kazimierz. Wokół zbiorników wodnych rozmieszczone są place zabaw dla dzieci i różnorakie figury zwierząt urozmaicające krajobraz.
Przez Park przebiegają dwa szlaki spacerowe. Wytyczone są drogi rowerowe i rolkowe. Od 2020 dostępna jest wypożyczalnia roweru miejskiego z tandemami, rowerami dziecięcymi oraz rowerami cargo. Do parku prowadzą dwa szlaki rowerowe: Lasu Zagórskiego i Morza Czarnego. Przez park prowadzi także Szlak 25-lecia PTTK (kolor zielony) oraz Szlak Via Regia.
W centralnej części znajduje się skatepark. W południowych obrzeżach parku znajduje się duży ogród jordanowski o powierzchni 1.41 ha.

## Wydarzenia
- Festiwal Muzyki Reggae, Art Działań Różnych i Sportu Niecodziennego (od 2007; koniec sierpnia)
- Młodzieżowe Dni Miasta (czerwiec)
- Sosnowiecki Iwent Kabaretowy (koniec sierpnia)
- Extremalna Bitwa o Sosnowiec (od 2013, pierwsza połowa sierpnia)

## Galeria obrazów

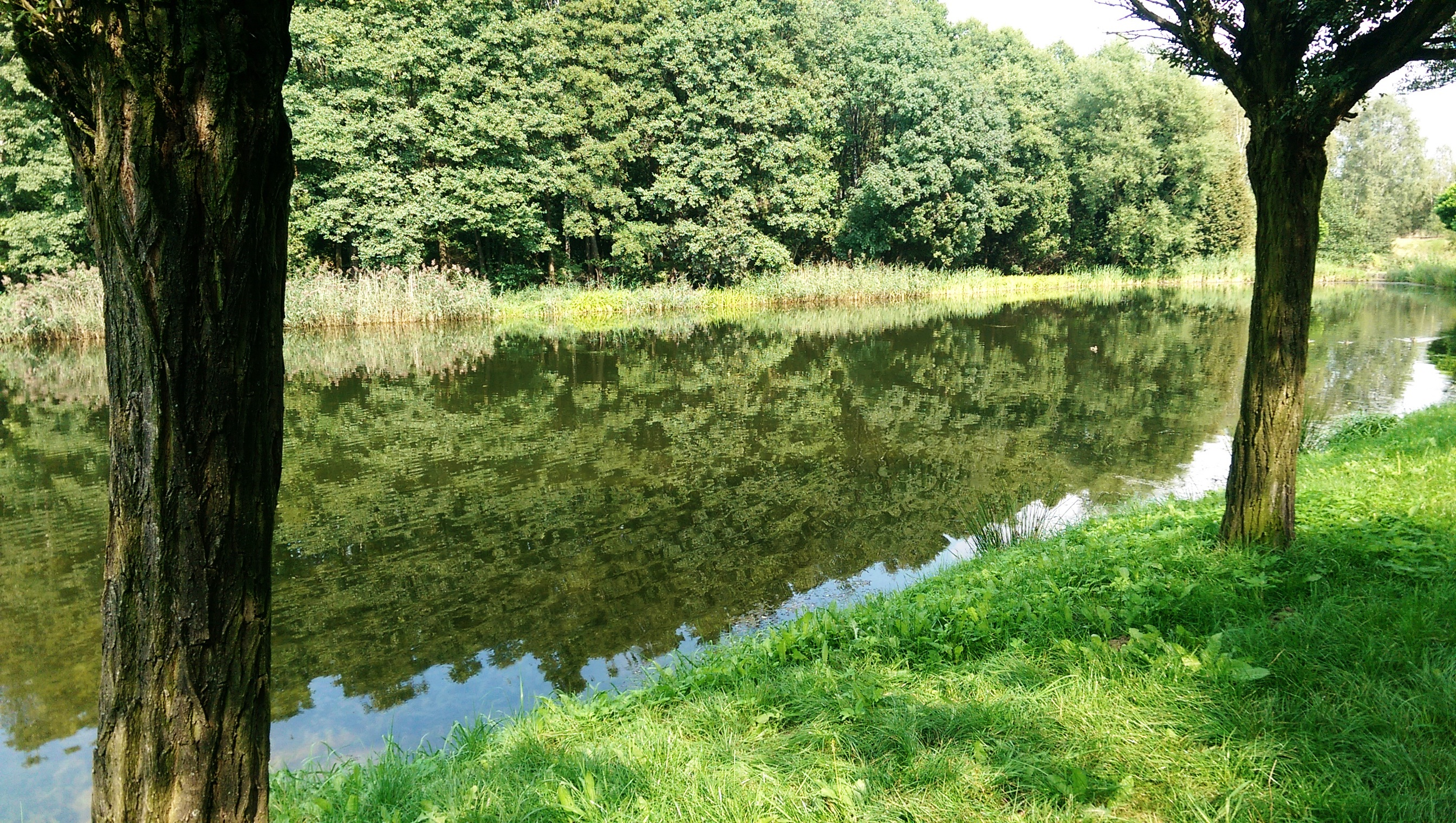
Smug - zbiornik wodny w Parku im. Jacka Kuronia na pograniczu Sosnowca i Dąbrowy Górniczej
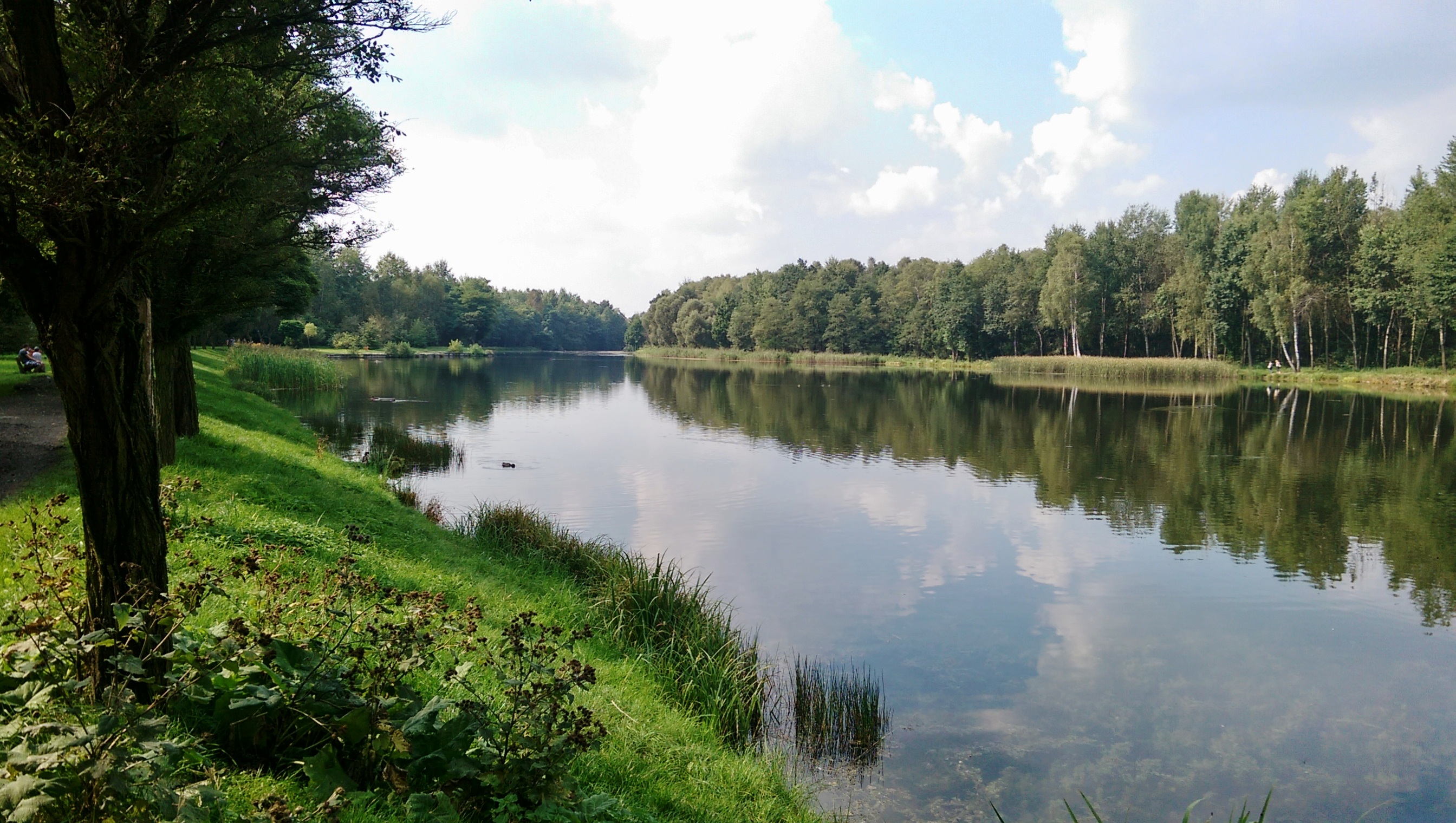
Smug - zbiornik wodny w Parku im. Jacka Kuronia na pograniczu Sosnowca i Dąbrowy Górniczej
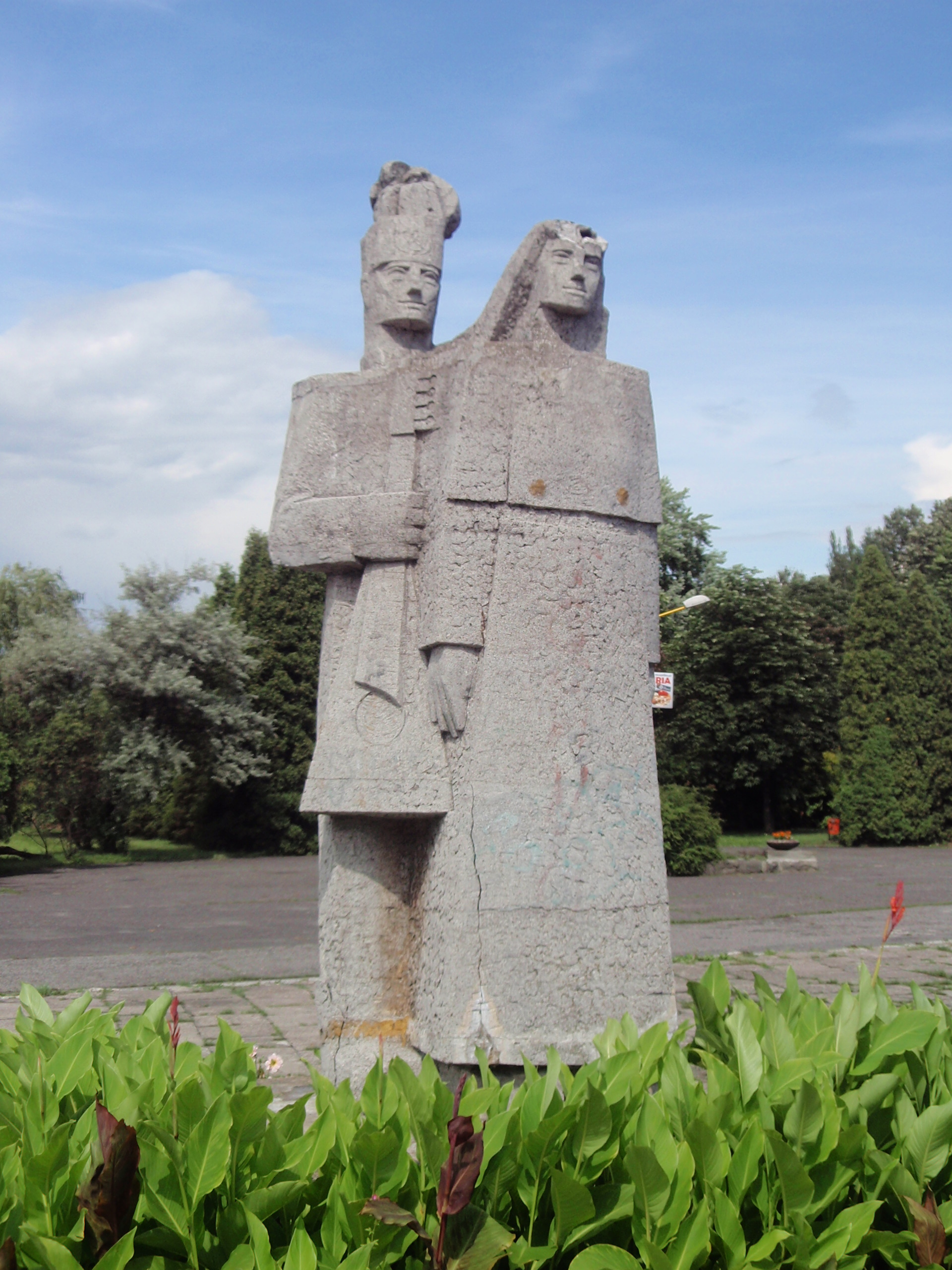
Pomnik pary górniczej przy wejściu do parku
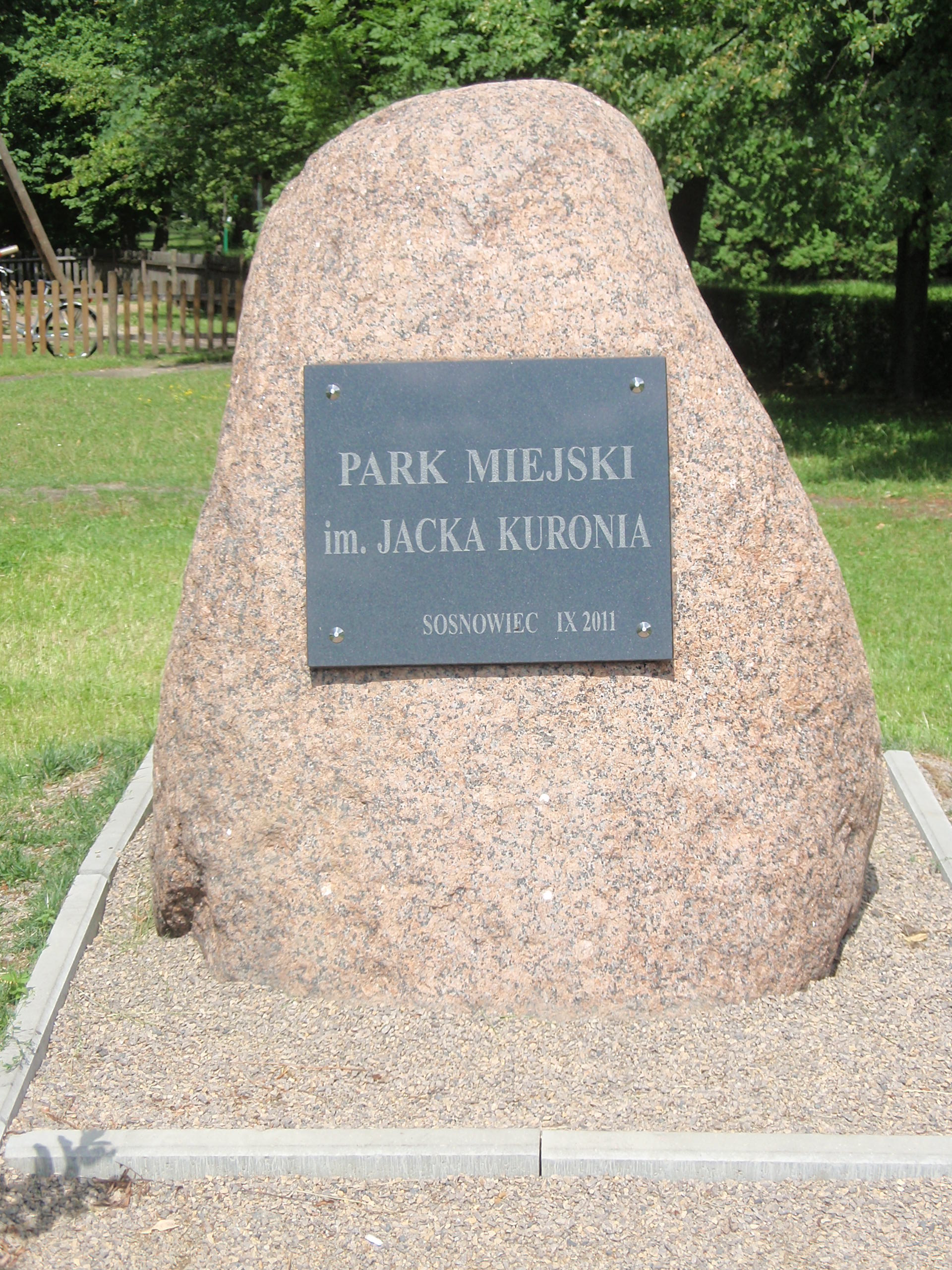
Kamień z tablicą upamiętniającą nadanie parkowi imienia Jacka Kuronia
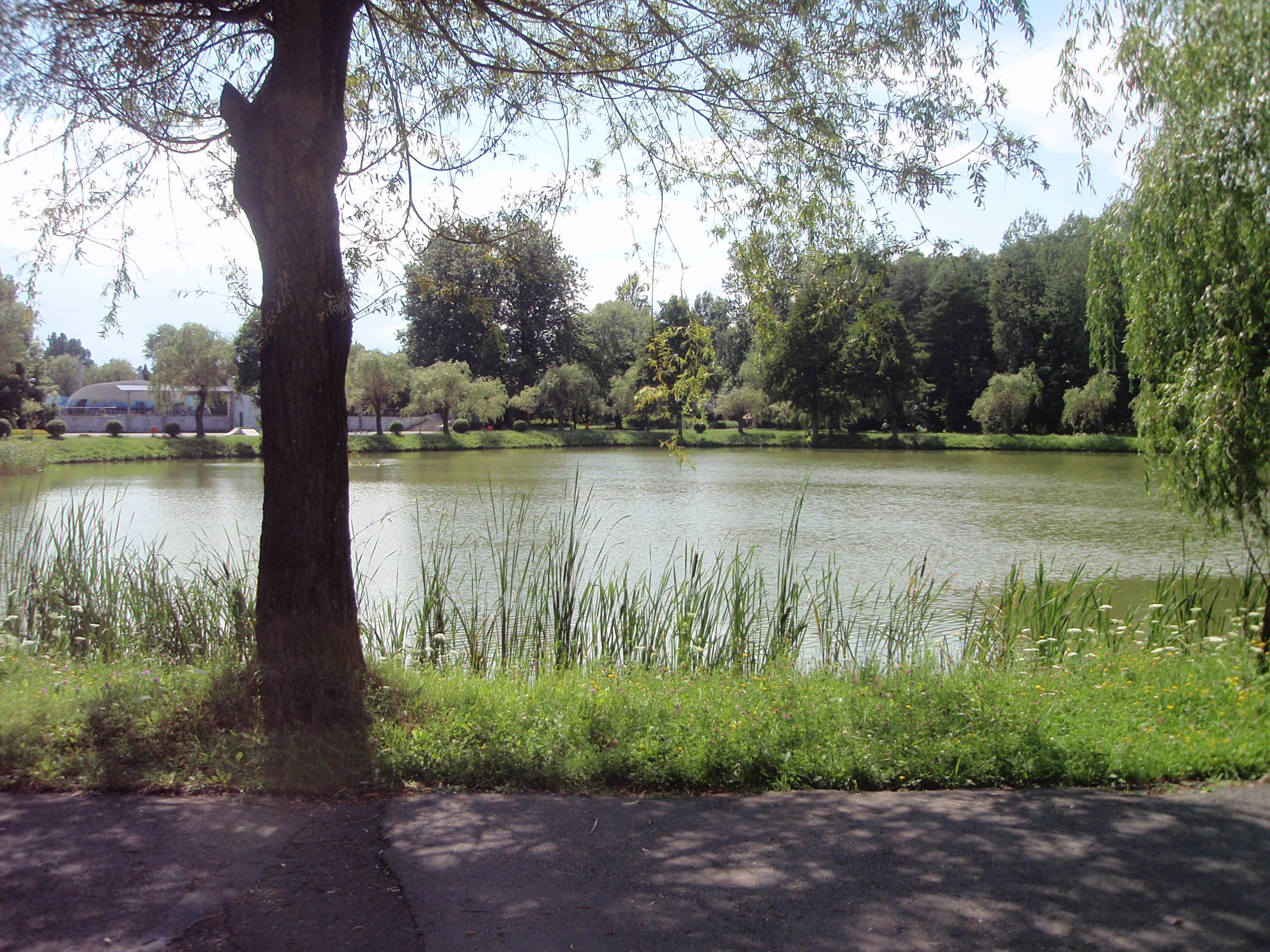
Staw Leśna
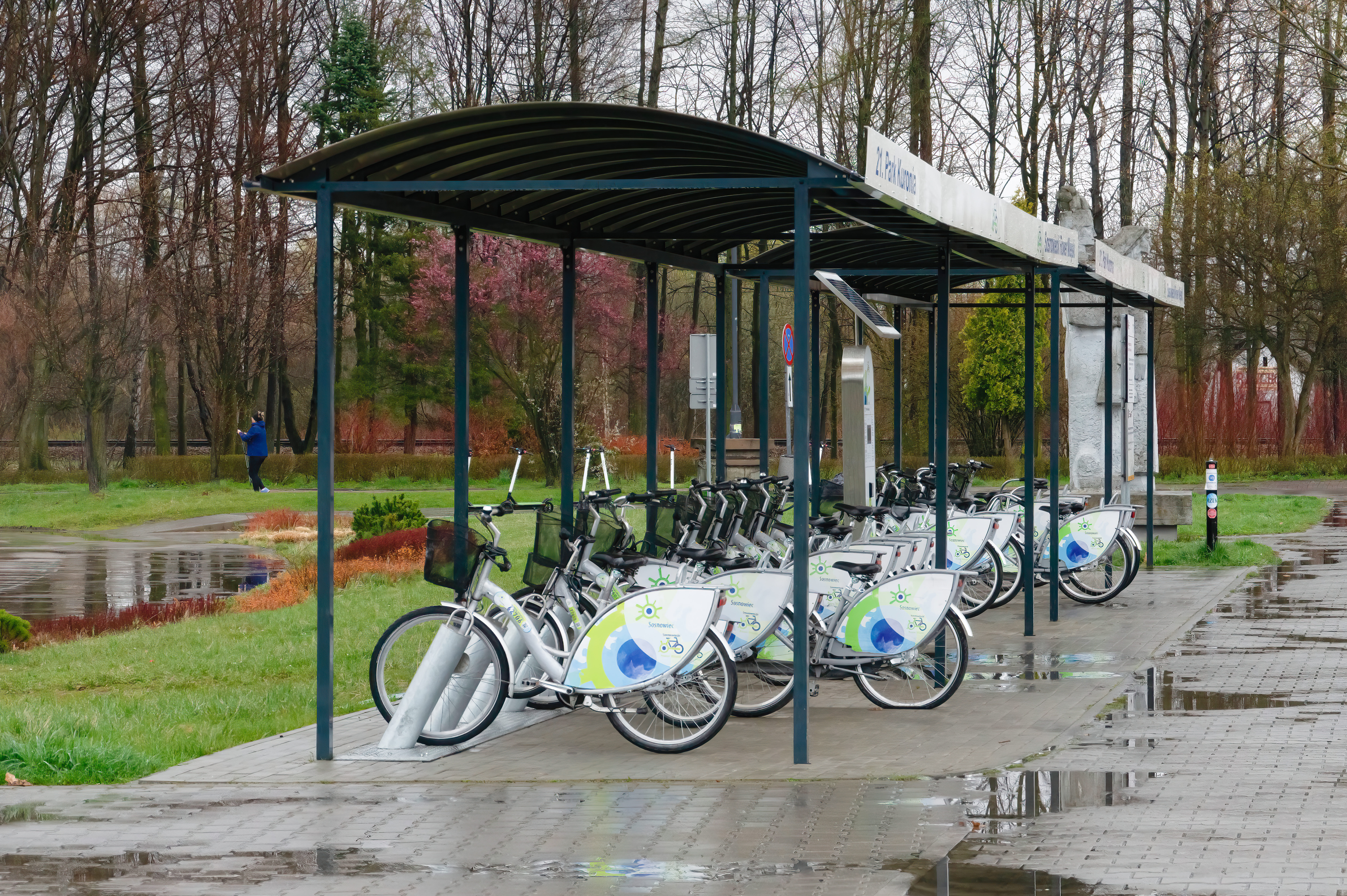
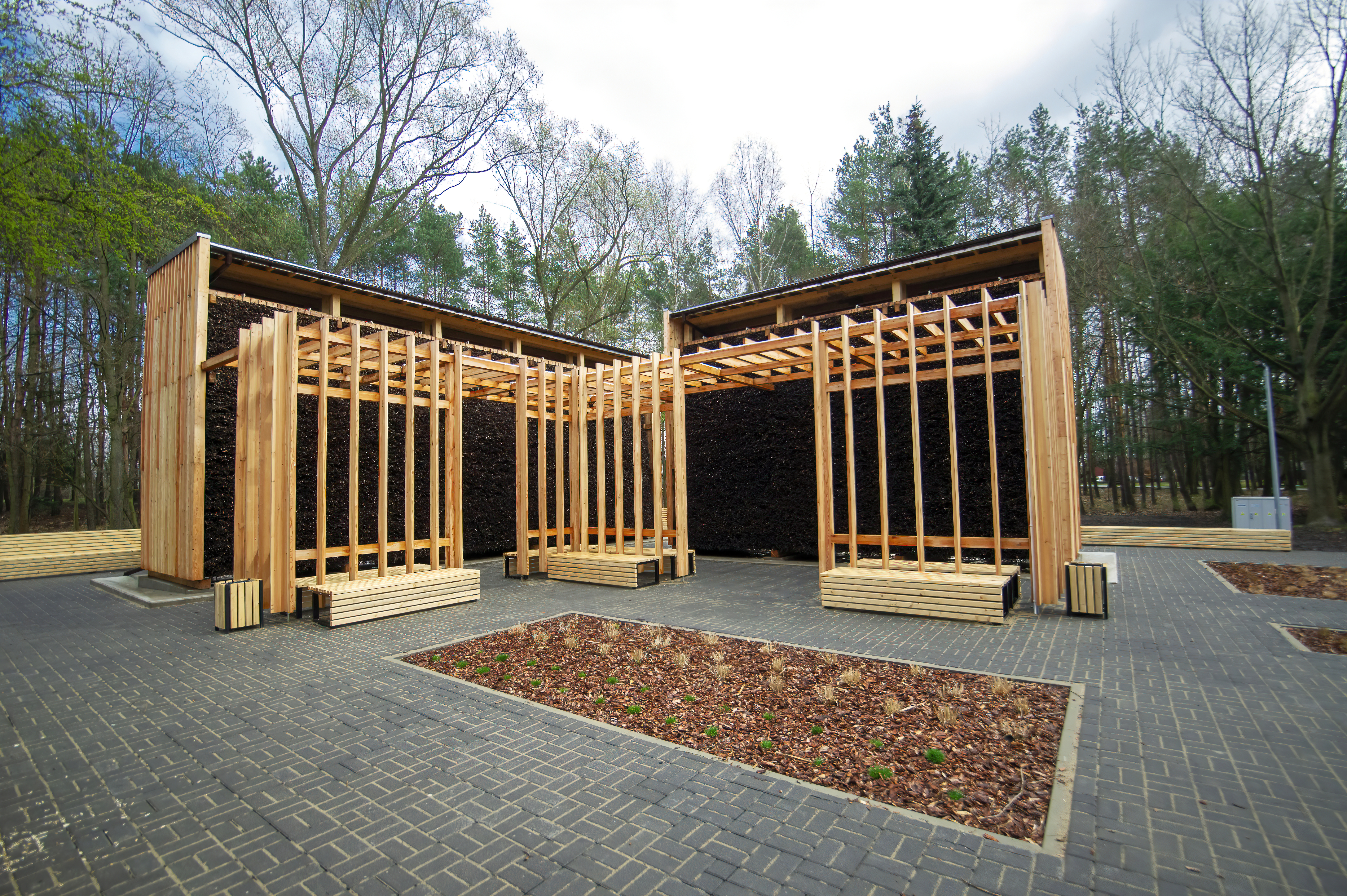
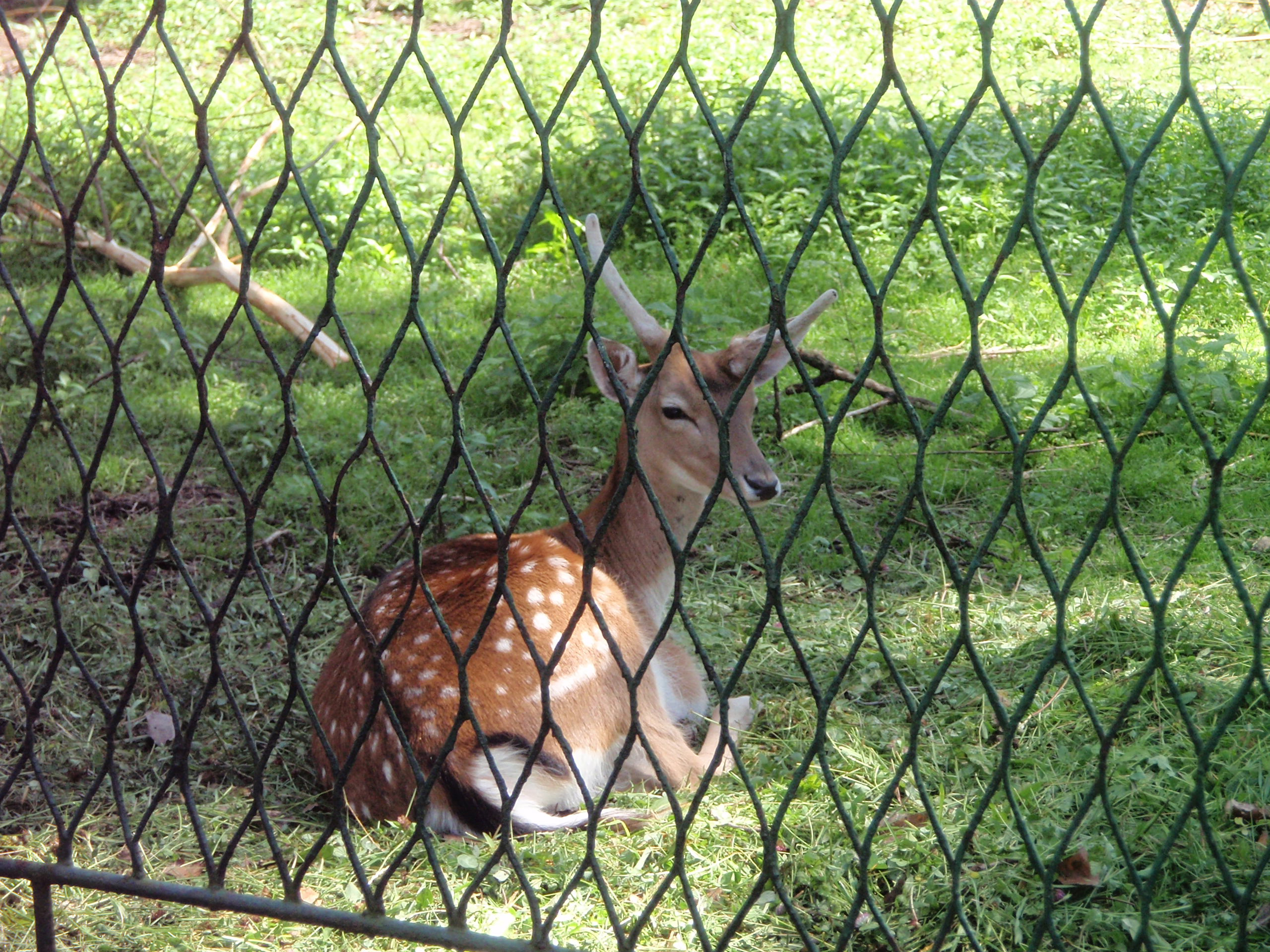
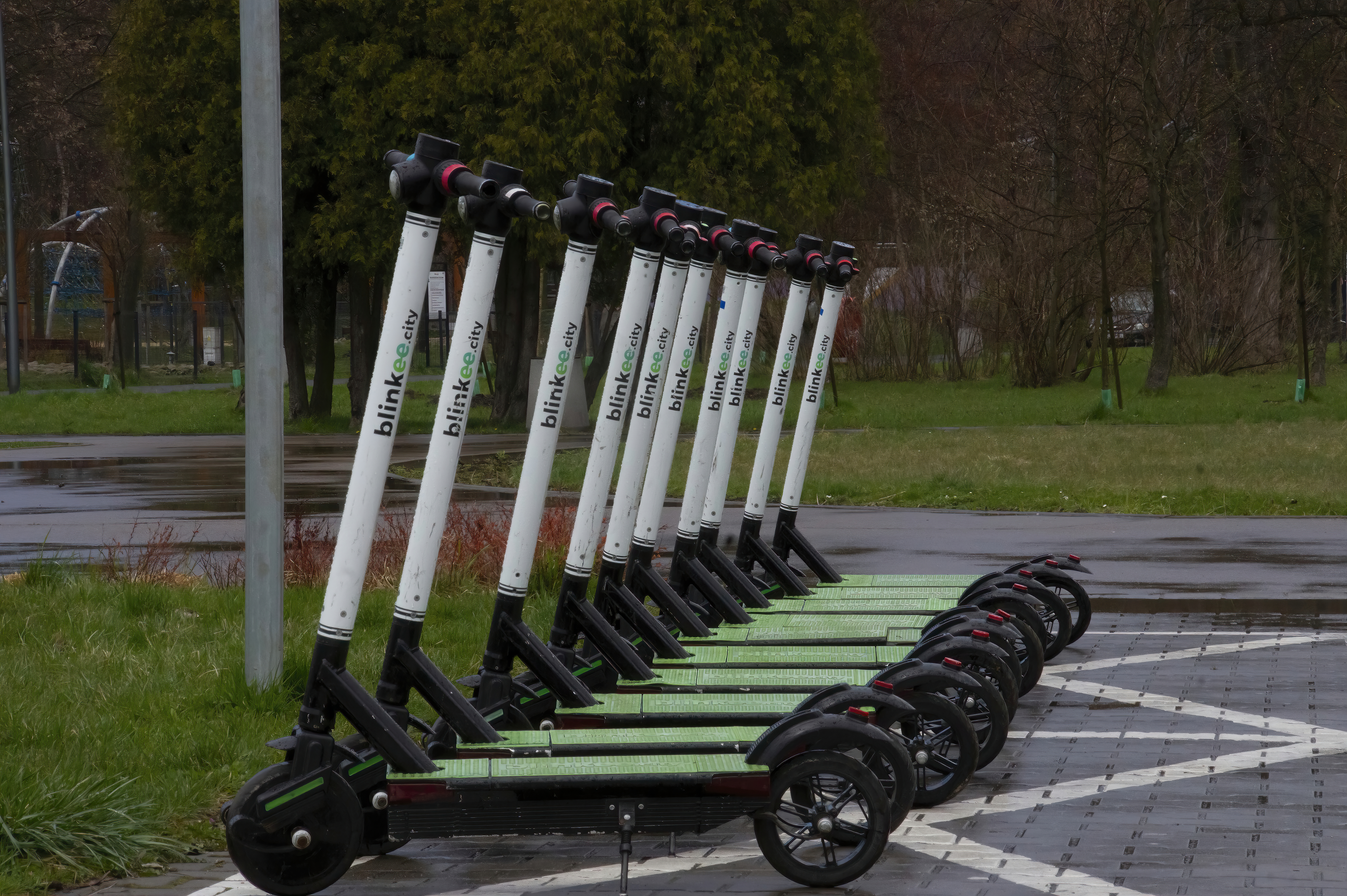
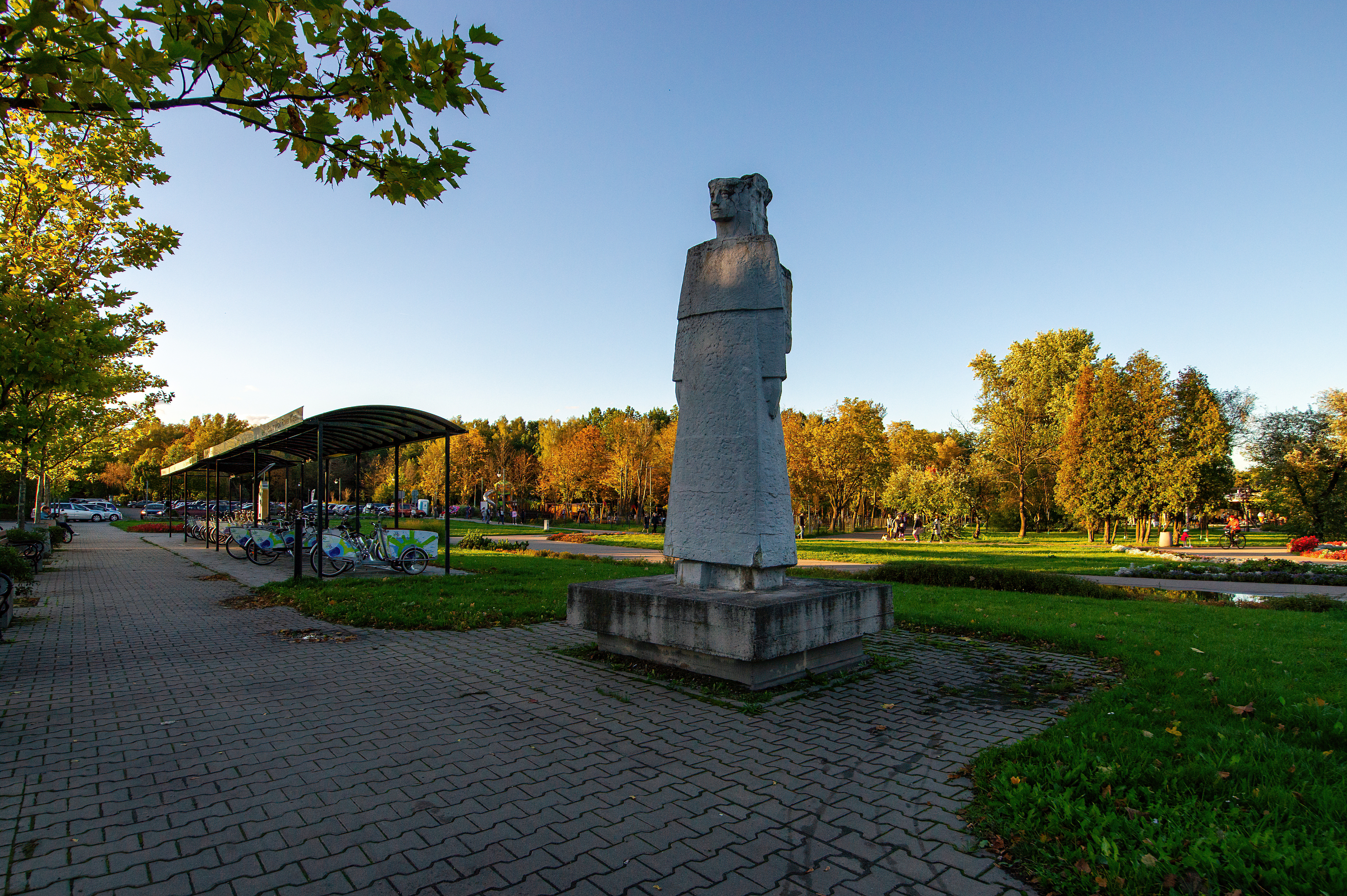
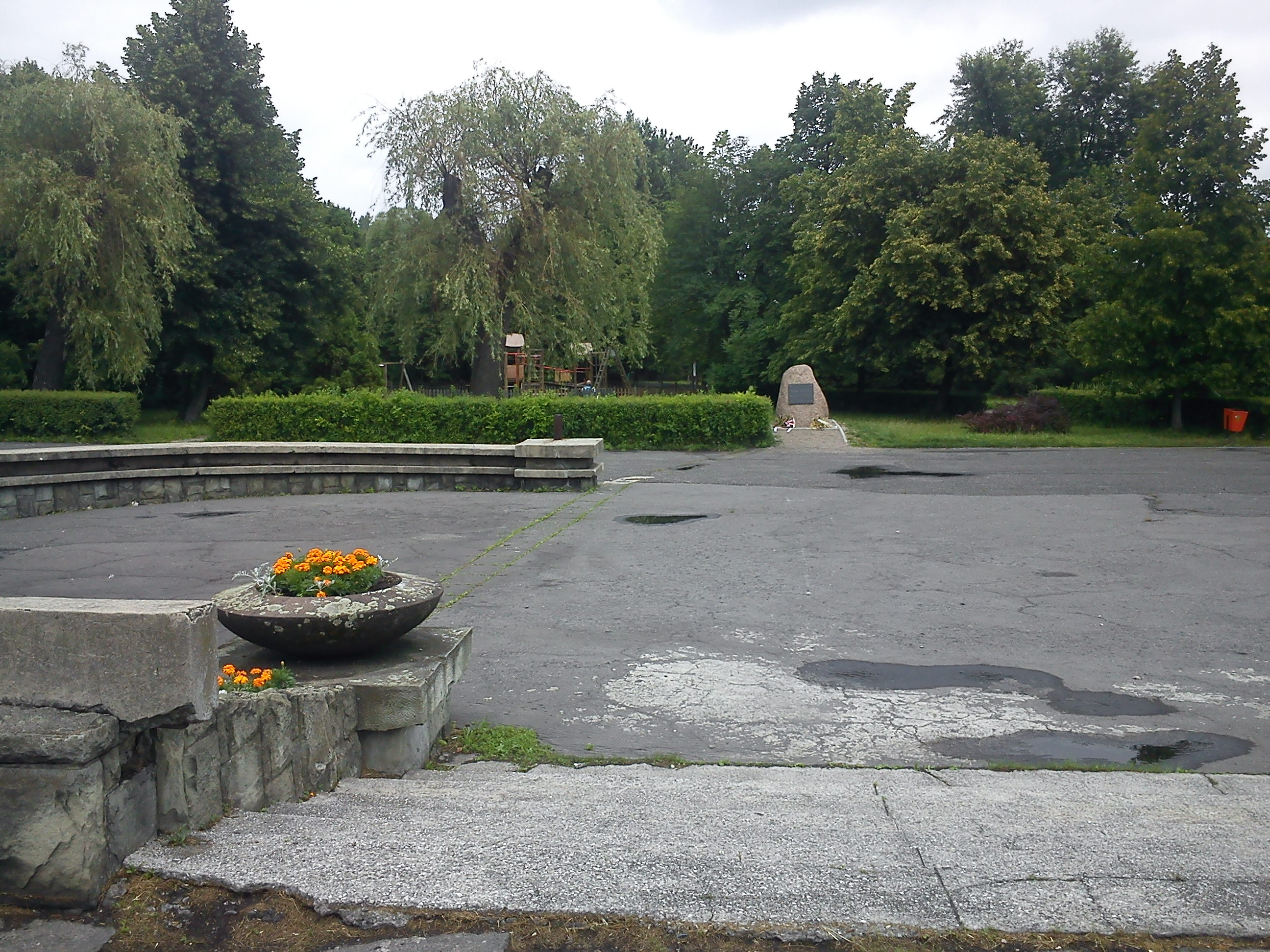
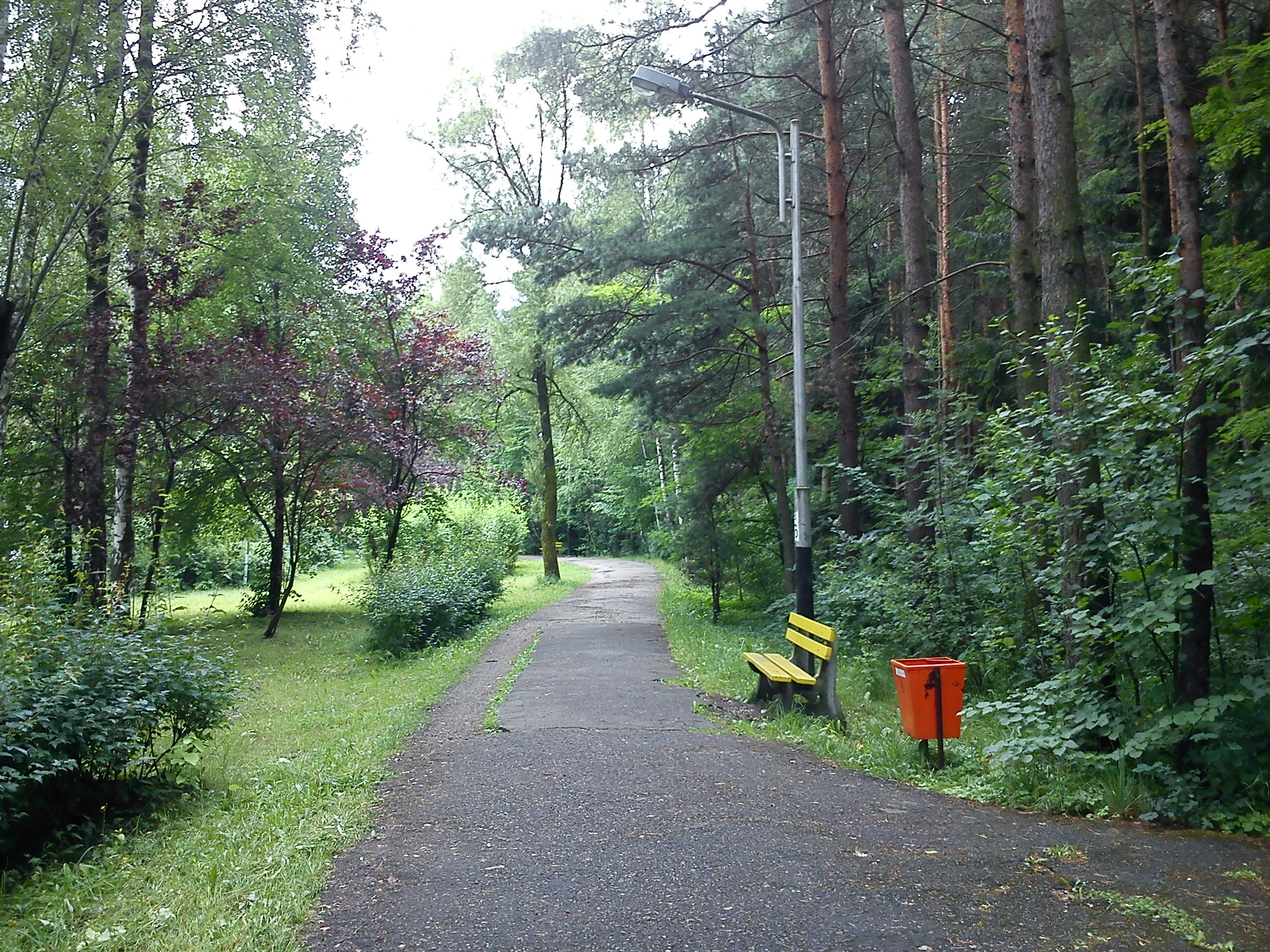